# Adrián Cenci
Adrián Cenci (5 de marzo de 1968) es un baterista de gran trayectoria y pionero en Argentina y en Sudamérica en el género Heavy Metal. Es conocido por haber sido baterista de bandas como V8 (1979) y Logos (1990). Actualmente pertenece a la banda Almatica y Adrian Cenci (solista).

## Carrera
Comenzaría a tocar la batería desde muy temprana edad, a los 12 años, dotado de gran talento y considerado un prodigio. En 1981 formaría parte de un grupo llamado Agua Pesada, en el cual permanecería durante casi dos años. En 1983, a la edad de 15 años, grabaría su primer disco llamado Calles de Cemento, con la banda 14-22.

A finales de 1985, V8(1979), la banda del Heavy nacional más convocante de la época, comenzaría a hacer pruebas para sustituir a su entonces baterista Gustavo Andino (ex Punto Rojo). Cenci probaría suerte entre 25 bateristas, y con solo 17 años se convirtió en miembro de V8. Grabarían el disco El Fin de los Inicuos, una placa que recibiría muy buenas críticas, y que presentaba a una banda del Metal casi conversa al cristianismo evangélico. Sin embargo, en 1987, y luego de las diferencias y roces, principalmente entre Alberto Zamarbide(cantante) y Ricardo Iorio(bajista), el grupo termina por separarse.

Adrián Cenci continuaría con algunos de sus antiguos compañeros de V8, emprende así un nuevo proyecto llamado Logos(1990) junto a Miguel Roldán y Alberto Zamarbide, y suman a José Amurín en bajo. Todos se habían convertido al evangelismo, el objetivo era formar una banda que no solo siguiera la misma línea del último álbum de V8, sino también las enseñanzas cristianas. Ricardo Iorio formaría Hermética(1988), una banda con mayor foco en historias sociales, políticas, y con estructuras ideológicas asociadas al espiritismo.

Con Logos(1990) grabaría dos discos, La Industria Del Poder en 1993 y Generación Mutante en 1995, este último LP con la producción artística de Rudy Sarzo, bajista de Quiet Riot(1973), Ozzy Osbourne, Whitesnake(1978) y Dio(1982).

En 1997, Cenci se desvincularía de Logos, forzado por conflictos internos.

En el 2001, forma la banda A.L.M.A.S, junto a José Amurín, Charly Campodónico y Miguel Ángel Cáceres. Tiempo después dejaría esta banda y forma su propio proyecto, llamado Almatica. Entre 2005 y 2006, Cenci fue parte, junto con Hernán Cotelo y Roman Montessi, de un proyecto musical de Mario Ian —ex Rata Blanca(1985)— que sería la previa de lo que hoy en día es la agrupación Ian(2006), banda con la cual giraron por Ecuador y Perú.
 
Se destacan también sus participaciones en eventos internacionales, como el Monster of Rock en Argentina, junto a Ozzy Osbourne, Alice Cooper y Megadeth(1983). Incluso como soporte de Accept(1976) en 1993, en su primera visita a Argentina.

En 1994, participó junto con su banda Logos, como única banda soporte de Kiss, durante 3 noches en el Estadio Obras Sanitarias
En el 2007, crea el festival Monster Metal Rock, convocando a los brasileros Sepultura(1984), banda mundialmente conocida, inaugurando así  el  Estadio Cubierto Malvinas Argentinas.
En la actualidad, Adrián Cenci continúa tocando y girando con sus proyectos Almatica y Cenci(solista), de esta última también es vocalista.
 , es productor de eventos internacionales como Argentango, compositor y se desempeña también como productor artístico.

## Vida personal
Cenci es profesor de batería, y productor artístico de bandas emergentes. Cuenta actualmente con proyectos en Los Ángeles, Estados Unidos.

## Influencias
Entre sus influencias, Cenci cita a bandas como Judas Priest(1969), Ozzy Osbourne, Guns N' Roses(1985), e incluso Coldplay(1996).

## Discografía

### Con 14-22
- Calles de Cemento  (1984)

### Con V8
- El Fin de los Inicuos  (1986)
- No Se Rindan  (1991) - Recopilación
- Antología  (2001) - Recopilación

### Con Logos
- La Industria Del Poder  (1993)
- Generación Mutante   (1995)

### Con A.L.M.A.S.
- Demo  (2004)

### Con Almatica
- Voy a Resistir  (2013)